# 张鲁 (电视艺术家)
张鲁（1954年—2010年11月12日），男，四川武隆人，中国电视艺术家，重庆电视台一级编剧，第一届全国中青年德艺双馨文艺工作者。